# San Antonio (Intibucá)
Pour les articles homonymes, voir San Antonio (homonymie).
San Antonio est une municipalité du Honduras, située dans le département d'Intibucá.
Fondée en 1742, la municipalité de San Antonio comprend 8 villages et 67 hameaux.

## Crédit d'auteurs
- (es) Cet article est partiellement ou en totalité issu de l’article de Wikipédia en espagnol intitulé « San Antonio, Intibucá » (voir la liste des auteurs).